# Diceria dell'untore (film)
Diceria dell'untore è un film del 1990 diretto da Beppe Cino.
Il soggetto è tratto dal romanzo omonimo di Gesualdo Bufalino.

## Trama
A guerra appena finita, un reduce, il professor Angelo, è accolto in un sanatorio siciliano. Uno dei suoi polmoni sembra ormai colpito, ma il primario, detto "il Gran Magro", nel suo caso non esclude una guarigione. Là il malato conosce Marta, che il primario spinge a esibirsi in faticose danze sul palcoscenico del teatrino dell'ospedale. La donna, consapevole del proprio fascino e tenacemente attaccata alla memoria dei suoi successi di anni prima, fa presto ad incantare Angelo. I due diventano amanti e si incontrano fuori in luoghi segreti: lei vogliosa di vivere, lui sempre timoroso del contagio.

## Riconoscimenti
Il film ha partecipato a numerosi festival, come AFI Los Angeles, Valencia, Porto Alegre (Premiato come Miglior Film), Europa Cinema, Grolla d'oro, Festival di Annecy, Cherbourg, Bruxelles, Villerupt (Premio del pubblico e Premio della Giovane Critica), ed è stato venduto in più di 40 paesi.